# Adenodolichos caeruleus
Adenodolichos caeruleus är en ärtväxtart som beskrevs av Rudolf Wilczek. Adenodolichos caeruleus ingår i släktet Adenodolichos och familjen ärtväxter. Inga underarter finns listade i Catalogue of Life.